# Josefina Pieres
Josefina Pieres (Buenos Aires, 1 de agosto de 1989) es una directora y actriz argentina de teatro, cine y publicidad.

## Dirección de Teatro
- 2015: No es mi planeta esta ciudad, Teatro Moliere.
- 2015-2016: PH, un lugar común, Patio de Actores.
- 2017: Fecundación a primera vista, Microteatro BA.
- 2018: A dos tumbas de distancia, Microteatro BA.
- 2019: ''Deseos idiotas'', Microteatro BA.
- 2020: ''Dobles de riesgo'', Microteatro BA.
- 2021: Madres,[5][6] Teatro Picadero

## Actriz
- 2008: Felicitas, dir. Teresa Constantini
- 2009: El mural, dir. Héctor Olivera

- 2008: Jake & Blake, Disney Channel
- 2009: Enseñame a vivir, Pol-ka
- 2010: Sueña conmigo, Nickelodeon / Telefé
- 2010: Alguien que me quiera, Pol-ka
- 2012: Boyando, INCAA TV
- 2013: Wake Up with no make up, E! / CocaColaTV
- 2016: Soy luna, Disney channel
- 2017: Las Estrellas / El trece

- 2009: Amalgama, dir. Mario Vera
- 2009 / 2011: Show del Té , dir. Juan D. Benítez
- 2010: PALF!, dir. Florencia Firpo
- 2010: Toilette, dir. Matias Almada
- 2011: Coronados de Gloria, dir. Alejandro Genes
- 2012: A puerta cerrada, dir. Serge Nicolaï (Theatre du Soleil), en Buenos Aires
- 2013: A puerta cerrada, dir. Serge Nicolaï (Theatre du Soleil), en París

.

## Festivales
- MIT 2012 Mostra Internacional de Teatro de Rivadavia (Galicia, España), obra A puerta cerrada
- VIE Modena 2013 (Italia), obra A puerta cerrada

## Nominaciones
- 2014: Premios Nuevas Miradas en la Televisión - Participación Actoral Femenina - Boyando